# El Alma al Aire
| Críticas profissionais | Críticas profissionais |
| Avaliações da crítica  | Avaliações da crítica  |
| Fonte                  | Avaliação              |
| ---------------------- | ---------------------- |
| AllMusic               | 3 de 5 estrelas.       |

El Alma al Aire é o quinto álbum de estúdio do cantor espanhol Alejandro Sanz, lançado em 2000.

## Faixas
Todas as faixas escritas e compostas por Alejandro Sanz. 
| N.º | Título                                      | Duração |  |
| 1.  | "Cuando nadie me ve"                        | 5:07    |  |
| 2.  | "Hay un universo de pequeñas cosas"         | 5:22    |  |
| 3.  | "Quisiera ser"                              | 5:30    |  |
| 4.  | "Para que me quieras"                       | 4:29    |  |
| 5.  | "Llega, llego soledad"                      | 4:37    |  |
| 6.  | "El alma al aire"                           | 5:58    |  |
| 7.  | "Me iré"                                    | 5:40    |  |
| 8.  | "Hicimos un trato"                          | 4:37    |  |
| 9.  | "Tiene que ser pecado"                      | 5:05    |  |
| 10. | "Silencio" (hidden track Desde mis centros) | 8:22    |  |

## Desempenho nas paradas

### Álbum
| Ano  | Parada                                     | Melhor posição | Semanas |
| ---- | ------------------------------------------ | -------------- | ------- |
| 2000 | Billboard Heatseekers                      | 5              | 5       |
| 2000 | Billboard Latin Pop Albums                 | 2              | 25      |
| 2000 | Billboard Top Latin Albums                 | 3              | 38      |
| 2000 | Billboard The Billboard 200                | 148            | 2       |
| 2000 | Billboard Top Heatseekers (Pacific)        | 4              | 2       |
| 2000 | Billboard Top Heatseekers (South Atlantic) | 1              | 7       |

### Singles
| Ano  | Parada                                 | Título             | Melhor posição | Semanas |
| ---- | -------------------------------------- | ------------------ | -------------- | ------- |
| 2000 | Billboard Hot Latin Songs              | Cuando nadie me ve | 12             | 11      |
| 2000 | Billboard Latin Pop Airplay            | Cuando nadie me ve | 9              | 14      |
| 2000 | Billboard Latin Tropical/Salsa Airplay | Cuando nadie me ve | 7              | 13      |
| 2000 | Billboard Hot Latin Songs              | Quisiera ser       | 17             | 16      |
| 2000 | Billboard Latin Pop Airplay            | Quisiera ser       | 13             | 23      |
| 2000 | Billboard Latin Tropical/Salsa Airplay | Quisiera ser       | 9              | 15      |
| 2001 | Billboard Hot Latin Songs              | El alma al aire    | 40             | 1       |
| 2001 | Billboard Latin Pop Airplay            | El alma al aire    | 17             | 3       |
| 2001 | Billboard Latin Tropical/Salsa Airplay | El alma al aire    | 30             | 4       |

| Data                   | Parada                       | Título             | Melhor posição |
| ---------------------- | ---------------------------- | ------------------ | -------------- |
| 23 de setembro de 2000 | Los40.com Los 40 Principales | Cuando nadie me ve | 1              |
| 23 de dezembro de 2000 | Los40.com Los 40 Principales | Quisiera ser       | 1              |
| 12 de maio de 2001     | Los40.com Los 40 Principales | El alma al aire    | 1              |